# Orisha Land
Orisha Land (Terra do Orixá) foi um protesto de ocupação e zona autônoma autodeclarada em Austin, Texas, estabelecida em 14 de fevereiro de 2021, pelo coletivo 400+1, em resposta ao assassinato de Jordan Walton por um policial de Austin em 10 de fevereiro do mesmo ano. Em 5 de março, a zona consistia em uma seção do Rosewood Park (que o grupo rebatizou de "Jordan's Place").

## Criação de Orisha Land
Quatro dias após a morte de Walton, em 14 de fevereiro, 400+1 posicionaram-se em uma parte do Rosewood Park para protestar contra o incidente. Às nove da manhã daquele dia, eles iniciaram uma caravana de carros em memória de Jordan com a intenção de estabelecer uma zona proibida dentro do perímetro. Orisha Land faz parte da campanha 400+1 para #MartialtheBlock, que é um apelo à ação para que as comunidades negras recuperem o seu poder.
O grupo reivindica autonomia e rejeita a autoridade do estado dentro do Rosewood Park e de um perímetro de onze milhas ao redor do parque no lado leste de Austin, incluindo o local em que Walton foi morto.

## Final
No dia 11 de março de 2021, a ocupação foi expulsa, aparentemente sem resistência. Durante o despejo, as barracas montadas e outros objetos foram levados por caminhões de lixo.